# Mutina Ágnes
Bernek-Mutina Ágnes (Miskolc, 1988. április 19. –) Európa-bajnok magyar úszó, olimpikon.

## Pályafutása
12 éves korában költözött Ózdról Budapestre. 2003-ban lett első alkalommal helyezett a felnőtt magyar bajnokságon. 100 és 200 méteres gyorsúszásban 5. és 6. helyen végzett. 2004-ben a lisszaboni ifjúsági Eb-n 4 × 200 méteres gyorsváltóban aranyérmes (Mutina, Jakabos, Verrasztó, Hosszú), 4 × 100 méteres gyorsváltóban második helyezett (Szél, Mutina, Hosszú, Jakabos), 200 m gyorson hetedik helyezett lett. Az athéni olimpián indította az úszószövetség, 100 m gyorson 38. lett.
2005-ben szerezte első felnőtt bajnoki érmét. 100 méter gyorson lett harmadik. 2006-ban a márciusi úszó ob után az Eger Városi Úszóklubból átigazolt a Jövő SC-be, melynek színeiben magyar bajnok lett rövid pályán 100 m gyorson és a két váltó versenyszámban. A budapesti Eb-n 100 m gyorson 49., a 4 × 100-as gyorsváltóban 11. helyen végzett.
2007-ben nyerte meg élete első magyar bajnoki címét 200m gyorson és a két gyorsváltóban. A 2007-es rövid pályás úszó-Eb-n Debrecenben 400 méteres gyorsúszásban nyert bronzérmet, 100 és 200 méteren 16. és 15. helyezett lett. Az év végén a 200 m-es világranglistán a 27. volt 1:59,46-os eredménnyel.
Pár hónappal később Eindhovenben a 2008-as úszó-Európa-bajnokságon nyert bronzérmet, ezúttal 200 méteres gyorsúszásban, amely a magyar úszósport 150. Európa-bajnoki érme volt. 100 méteren 22., 400 méteren 12. lett. A 4 × 200 gyorsváltóban 6. helyen zárt. Az országos bajnokságon 200 és 400 méteren valamint minden váltó számban bajnoki aranyat nyert.
A 2008-as pekingi olimpián a 4 × 200 méteres gyorsúszásban a váltó tagjaként 6. helyezést ért el a magyar csapattal. 200 méteren 11. helyezést ért el, az előfutamban országos csúcsot úszva.
2008 végén a rövid pályás úszó-Eb-n negyedik lett 200 méteres pillangóúszásban, ötödik helyen végzett 400 méteres gyorsúszásban, és hatodik helyezést ért el új országos csúccsal 200 méteres gyorsúszásban. Az évet 200 gyorson a 11. helyen zárta a világranglistán.
A 2009-es római világbajnokságon hetedik helyezést ért el 200 méteres gyorsúszásban. A gyorsváltóban 4 × 100-on nyolcadik, míg 4 × 200-on hatodik lett a magyar csapattal.
2009 decemberében az isztambuli rövid pályás úszó-Eb-n negyedik lett 400 méteres gyorsúszásban.
A budapesti rendezésű 2010-es úszó-Európa-bajnokságon a 4 × 100 méteres gyorsúszásban a magyar csapattal negyedik helyezést ért el, majd a 4 × 200 méteres gyorsúszásban a váltó első tagjaként úszott, amelyet megnyert a magyar csapat. A csapat másik három tagja mindkét versenyszámban Dara Eszter, Hosszú Katinka és Verrasztó Evelyn voltak. Egyéniben 200 méteres gyorsúszásban bronzérmet szerzett. A 2010-es rövid pályás Európa-bajnokságon 400 m gyorson első, 200 m pillangón és 200 m gyorson negyedik volt. A rövid pályás világbajnokságon a 4 × 200 méteres gyorsváltóval hetedik, 200 m gyorson 12. volt. Betegsége miatt több versenyszámban nem indult el.
A 2011-es világbajnokságon 200 m gyorson kilencedik, a 4 × 200 méteres gyorsváltóval ötödik lett.
A 2012-es Európa-bajnokságon a 4 × 200 méteres gyors váltóval második, a 4 × 100 méteres gyors váltóval negyedik, 200 m gyorson hetedik, 400 m gyorson 14., 100 m gyorson 32. volt.
Az olimpián a 4 × 100 méteres gyorsváltóval 15. volt. 200 méteres gyorsúszásban a 22. helyen végzett. A 4 × 200 m gyorsváltóval a kilencedikek lettek a selejtezőben. A döntőről két századmásodperccel maradtak le.
Tagja volt a 2013-as világbajnokságra készülő válogatottnak, de az országos bajnokság után kikerült a csapatból.
A rövid pályás Európa-bajnokságon a 4 × 50 m váltóban nyolcadik lett.
Sportpályafutása után az M4 Sport úszás közvetítéseinek állandó szakértője, szakkommentátora. 2022-ben a MATE-Gödöllői EAC úszó szakosztályának vezetője lett. Férje Bernek Péter szintén úszó.

## Magyar bajnokság
|                  | 2001 | 2002 | 2003 | 2004 | 2005 | 2006 | 2007 | 2008 | 2009 | 2010 | 2011 | 2012 | 2013 |
| ---------------- | ---- | ---- | ---- | ---- | ---- | ---- | ---- | ---- | ---- | ---- | ---- | ---- | ---- |
| 50 m gyors       |      |      |      |      |      |      |      | 6.   |      |      | 2.   |      |      |
| 100 m gyors      |      |      | 6.   | 4.   | 3.   | 5.   | 2.   | 2.   | 2.   | 2.   | 1.   | 2.   | 3.   |
| 200 m gyors      |      |      | 5.   |      |      | 5.   | 1.   | 1.   | 1.   | 1.   |      | 1.   | 4.   |
| 400 m gyors      |      |      |      |      |      |      | 5.   | 1.   | 1.   |      | 4.   | 4.   | DQ   |
| 800 m gyors      |      |      |      |      |      |      |      | 2.   |      | 1.   |      |      |      |
| 50 m pillangó    |      |      |      |      |      |      |      | 8.   |      |      | 4.   |      |      |
| 100 m pillangó   |      |      |      |      |      |      |      | 6.   |      | 5.   |      |      |      |
| 200 m pillangó   |      |      |      |      |      |      |      | 3.   | 2.   |      |      |      |      |
| 200 m vegyes     |      |      |      |      |      |      |      |      |      |      | 2.   |      |      |
| 4 × 100 m gyors  |      |      |      |      | 6.   |      | 1.   | 1.   | 1.   | 1.   | 1.   | 1.   | 1.   |
| 4 × 200 m gyors  | 6.   |      |      |      | 4.   |      | 1.   | 1.   | 1.   | 1.   | 1.   | 1.   | 1.   |
| 4 × 100 m vegyes |      |      |      |      | 5.   |      | 1.   | 1.   | 1.   | 1.   | 1.   | 1.   | 1.   |

## Rekordjai

### 200 m gyors
- 1:59,46 (2007. július 29., Budapest) országos csúcs
- 1:58,62 (2008. március 21., Eindhoven) országos csúcs
- 1:58,06 (2008. március 23., Eindhoven) országos csúcs
- 1:57,25 (2008. augusztus 11., Peking) országos csúcs
- 1:56,84 (2009. július 28., Róma) országos csúcs
- 1:56,47 (2009. július 28., Róma) országos csúcs

### 200 m gyors, rövid pálya
- 1:55,19 (2008. december 14., Fiume) országos csúcs

### 400 m gyors, rövid pálya
- 4:01,66 (2008. december 13., Fiume) országos csúcs

### 200 m pillangó, rövid pálya
- 2:05,26 (2009. december 10., Isztambul) országos csúcs

## Díjai, elismerései
- Magyar Köztársasági Bronz Érdemkereszt (2008)
- Az év magyar csapata, harmadik helyezett (2010)